# Novecento (monologo teatrale)
Novecento è un monologo teatrale scritto da Alessandro Baricco, pubblicato da Feltrinelli nel 1994. Baricco lo compose per farlo interpretare a Eugenio Allegri con la regia di Gabriele Vacis, i quali nel luglio dello stesso anno ne fecero uno spettacolo, che debuttò al festival di Asti. Secondo l'autore il testo può essere definito come una via di mezzo tra «una vera messa in scena e un racconto da leggere ad alta voce».
Nel 2022 Baricco ha lanciato un NFT ricavato dall'opera, chiamato Novecento. The Source Code e consistente in un file audio.

## Trama
Il monologo è interpretato in prima persona da Tim Tooney, un trombettista che ha suonato per sei anni sul piroscafo transatlantico Virginian, e narra la singolare storia di Danny Boodmann T.D. Lemon Novecento, noto semplicemente come Novecento.
Quando ancora era un neonato, il protagonista viene abbandonato in una scatola sul pianoforte nel salone di prima classe del Virginian, e il 1º gennaio 1900 viene trovato per caso da Danny Boodmann, un fuochista nero che gli fa da padre, battezzandolo con il suo nome, con la scritta presente sulla scatola di limoni (pensando che T.D. significhi "Thanks Danny", cioè "Grazie Danny", come ad indicare che fosse proprio lui a doverlo allevare) e il nome del nuovo secolo appena iniziato: il bambino viene quindi chiamato Danny Boodmann T.D. Lemon Novecento, diventando poi conosciuto solo con l'ultimo dei suoi nomi. Otto anni dopo, Danny muore in seguito a un incidente sul lavoro. Il ragazzino scompare misteriosamente nei giorni successivi alla morte di Danny a causa di un'ispezione sul piroscafo della polizia, venuta per prelevarlo in quanto orfano, e dopo diversi giorni ricompare suonando il pianoforte con notevole bravura senza che nessuno glielo abbia mai insegnato.
Durante il primo dopoguerra, all'età di 27 anni, Novecento incontra Tim, assunto nel frattempo nell'orchestra del Virginian. È l'inizio di una sincera e duratura amicizia, la quale non finirà nemmeno con l'abbandono della nave da parte del narratore. Danny Boodmann T.D. Lemon Novecento viene descritto dal narratore come un uomo con grandi capacità di apprendimento, che vive attraverso i desideri e le passioni altrui, si realizza con la musica, vive sospeso tra il suo pianoforte e il mare e, pur non scendendo mai dal transatlantico, quando suona riesce incredibilmente a vivere ogni viaggio, ogni luogo ed ogni sensazione che sente raccontare dai passeggeri del piroscafo, dimostrando di conoscere molti luoghi senza averli mai visitati.
Qualche anno dopo, Novecento viene sfidato in un duello musicale dal famoso pianista Jelly Roll Morton, il presunto "inventore del jazz", il quale, conosciuto per i suoi modi di fare spocchiosi ed esibizionisti, non riesce ad accettare che qualcuno possa saper suonare meglio di lui; il protagonista riesce a battere Morton eseguendo un'energica ma delicata sinfonia e, a opera compiuta, accende una sigaretta mettendola a contatto con le corde del piano appena dopo aver finito di suonare. Un giorno, improvvisamente, in un momento che Tim definisce "la caduta di un quadro" (cioè un evento improvviso e casuale), Novecento rivela a Tim di voler scendere per la prima volta nella sua vita dalla nave. La motivazione che spinge Novecento a compiere il grande passo è decisamente assurda, in quanto vuole semplicemente osservare il mare da terra. Tale idea gli è stata messa in testa da un emigrante che gli ha raccontato di aver visto il mare per la prima volta nel fiore della sua vita, dicendo di averne sentito la voce; Novecento vorrebbe quindi andare sulla terraferma, vivere per anni lontano dal mare e poi ritornarvi per sentirne la voce. Al momento di scendere, però, Novecento cambia idea e ritorna sulla nave.
Nel 1933 Tim lascia l'orchestra del Virginian, quindi le strade dei due protagonisti si dividono, ma il pianista non lascia mai la nave. Alla fine della seconda guerra mondiale, Tim viene a sapere che il Virginian verrà demolito con un'esplosione e chiede agli operai di attendere in quanto sicuramente il pianista si trova ancora a bordo, nascosto da qualche parte. Dopo alcune ricerche Tim ritrova Novecento, il quale però non vuole proprio convincersi a lasciare la nave, spiegando anche come mai non lo fece quella volta che il "quadro cadde": aveva paura della vastità infinita della città e del mondo, contrapponendola alla finitezza dei tasti del pianoforte o dei corridoi della nave.
Dalla musica, e nello specifico dal pianoforte, Novecento non troverà mai la forza di svezzarsi, non riuscendo mai a superare la paura di amare, di crearsi delle radici e di non riuscire a vedere neanche lontanamente una fine nel mondo al di fuori del piroscafo; dedica quindi tutta la sua esistenza a suonare sulla nave, allo scopo di allietare i cuori di chiunque salga a bordo. Piuttosto che raggiungere un compromesso con la vita, preferisce incantare i propri sogni e le proprie speranze e lasciarsi esplodere insieme al bastimento che per tutta la vita ha conosciuto i suoi timori e custodito i suoi desideri.

## Trasposizioni
Nel 1998 ne è stato tratto un film, La leggenda del pianista sull'oceano, diretto da Giuseppe Tornatore, nel quale i protagonisti Novecento e Tooney (che nel film non si chiama Tim ma Max) sono interpretati rispettivamente da Tim Roth e Pruitt Taylor Vince. Nello stesso anno Edoardo Bennato pubblica un brano ispirato a Novecento, Sempre in viaggio sul mare, contenuto nell'album Sbandato.
Nel 2008 il libro è stato trasposto in fumetto sul numero 2737 del settimanale Topolino. La storia, dal titolo La vera storia di Novecento, è stata riadattata da Tito Faraci (sceneggiatura) e Giorgio Cavazzano (disegni). Le tavole di questo fumetto sono state esposte alla Fiera del libro di Torino dello stesso anno.

## Edizioni
- Alessandro Baricco, Novecento, Milano, Feltrinelli, 2013, ISBN 978-88-07-88088-9.